# Shipping

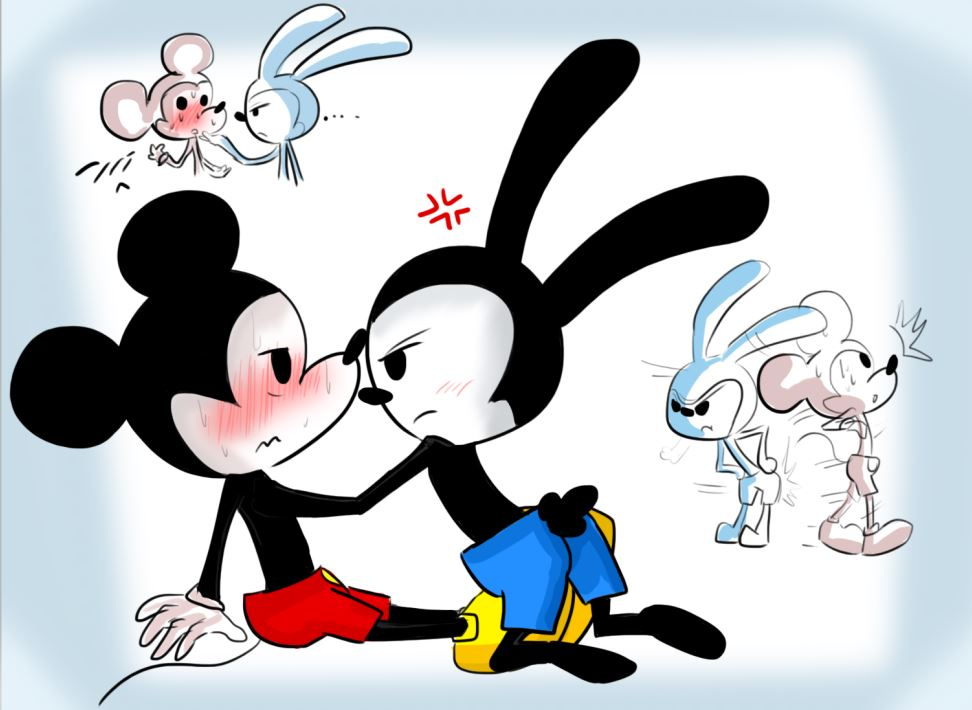
Fan art de Mickey Mouse y Oswald el conejo afortunado. Los fanáticos a menudo crean obras de fan art que representan a los personajes ficticios que ellos emparejan de forma romántica.

El shipping, shippeo (derivado de la palabra inglesa «relationship», tdl. ‘relación’), emparejamiento o empate es el deseo de los seguidores de un fandom de que dos o más personas estén en una relación romántica (ship), ya sean personas reales o, más comúnmente, personajes ficticios (en cine, literatura, series de televisión, etc.). El shipping a menudo se manifiesta en forma de trabajos creativos no oficiales, incluyendo fanficción y fan art.
El shipping puede adoptar la forma de relaciones heterosexuales, homosexuales, poliamorosas o de amor-odio. Las parejas interespecies y las parejas con grandes diferencias de edad entre personajes pueden generar discusiones relacionadas con la ética de dichos ships. El shipping también puede crear conflictos dentro de los fandoms y entre los creadores de una obra y sus fans. Casos notables de shipping incluyen los fandoms de Daria, Harry Potter, Xena: la princesa guerrera, Avatar: la leyenda de Aang y La leyenda de Korra.

## Etimología
El uso del término «ship» en su sentido de relación (relationship) parece haber surgido alrededor de 1995 entre los fans de internet del programa de televisión Los expedientes secretos X, quienes creían que los dos personajes principales, Fox Mulder y Dana Scully, deberían estar en una relación romántica. Inicialmente se autodenominaban «relationshippers»; luego «R'shipper» y finalmente «shipper».
Los usos más antiguos registrados de los sustantivos ship y shipper, según el Oxford English Dictionary, datan de publicaciones de 1996 en el grupo de Usenet alt.tv.x-files; shipping se registra por primera vez poco después, en 1997, y el verbo to ship en 1998.

## Notación y terminología
«Ship» y sus derivados en este contexto han pasado a ser de uso generalizado. «Shipping» se refiere al fenómeno; un «ship» es el concepto de una pareja ficticia; un «shipper» o un «fangirl/boy» es alguien significativamente involucrado con dicha afinidad; y una «guerra de ships» ocurre cuando dos ships se contradicen, lo que lleva a los fans de cada ship a discutir. Una pareja que un fan en particular prefiere por encima de todas las demás se llama OTP, que significa «única pareja verdadera» (one true pairing).
Cuando se habla de shipping, una pareja que ha sido confirmada por su serie se llama «ship canon», mientras que un «ship hundido» (sunk ship) es una pareja que se ha demostrado que no puede existir en el canon, es decir, que nunca será real ni confirmada.
En español, suele usarse la forma semiadaptada «shippeo», aunque la Fundéu la desaconseja por no ajustarse totalmente a las pautas del español y prefiere las voces «emparejamiento» y «empate». Sus respectivos verbos son «shippear», «emparejar» y «empatar».

### Convenciones de nombres
Se han desarrollado varias convenciones de nombres en diferentes comunidades en línea para referirse a las parejas de shippeo, probablemente debido a la ambigüedad y lo engorroso del formato «Personaje 1 y Personaje 2».
El primer método fue usar una barra diagonal o slash, utilizado por primera vez para Kirk/Spock. Esto se usa hoy principalmente para ships del mismo sexo; el fanfiction con estas parejas se conoce como ficción slash.
La fusión de nombres se usa a menudo para referirse a una pareja, como «Reylo» para Kylo Ren y Rey en la franquicia de Star Wars, «Destiel» para Dean Winchester y Castiel en la serie de televisión Supernatural, Sonamy para Sonic y Amy Rose en la serie Sonic the Hedgehog, y «Bubbline» para Princesa Chicle y Marceline, la reina vampiro en Hora de aventura. Los portmanteaus y compuestos acortados se usan no solo para abreviar las parejas de personajes, sino también para crear un nombre para el propio ship. Por ejemplo, «Klance» forma un compuesto acortado y una forma abreviada de los nombres completos Keith y Lance en Voltron: Defensor Legendario. «Sculder» en este caso Dana Scully y Fox Mulder en Los expedientes secretos X, es un ejemplo de apellidos fusionados, aunque la mayoría de los fans de esta serie usan el término «MSR» (Mulder-Scully Relationship, tdl. ‘Relación Mulder-Scully’), al igual que «MoonBoon» para representar a Zarya Moonwolf y Kitty Boon en Mysticons. En otros casos, se combinan los nombres de pila de los personajes, como los ships para Marcy Wu y Anne Boonchuy (Marcanne), Sasha Waybright y Marcy Wu (Sasharcy), y Sasha Waybright y Anne Boonchuy (Sashanne) en Anfibilandia o entre Violet «Vi» y Caitlyn «Cait» Kiramman (Caitvi o CaitVi) en Arcane.
Estas combinaciones de nombres a menudo siguen principios fonológicos sistemáticos, en los que el primer personaje en el nombre del ship se considera la parte «dominante». Las convenciones de nombres de ships japoneses a menudo unen nombres sin barras ni fusiones usando un formato de nombre-nombre XY. Este formato está regido por el orden chico-chica, o seme-uke (activo-pasivo) en el yaoi. En muchos países de Asia Oriental, hay una diferencia clara entre la pareja XY y YX. Por ejemplo, los nombres de pareja como «MomoYuki» (donde Momo es dominante) frente a «YukiMomo» (donde Yuki es dominante) de la serie Idolish7.
Existen muchas variantes que usan terminología específica del fandom. Estas a menudo emplean palabras que describen la relación entre personajes en el contexto del universo ficticio y simplemente añaden la palabra «Shipping» al final (por ejemplo, AmourShipping, NegaiShipping, PokeShipping, RocketShipping y CookieShipping en Pokémon). Otra terminología incluye el uso de una combinación de los nombres y códigos de los personajes como nombre del ship. Por ejemplo, los nombres de ships para personajes en RWBY incluyen «Bumbleby» (Blake Belladonna y Yang Xiao Long) y «White Rose» (Weiss Schnee y Ruby Rose).

## Tipos de ships

### Del mismo sexo
Dentro del shippeo, las parejas del mismo sexo son populares; a veces se conocen como «slash y femslash». Dentro del fandom de anime/manga, se pueden usar términos japoneses prestados como yaoi y yuri. En el contexto de las series de televisión chinas, las parejas del mismo sexo también se denominan «Tanbi CP». Una persona que apoya las parejas del mismo sexo y lee o escribe ficción slash puede ser referida como un «slasher», aunque el término japonés «fujoshi» para mujeres que disfrutan de historias del mismo sexo, y «fudanshi» como su equivalente masculino, también son comúnmente usados dentro de la comunidad, especialmente por los fans de yaoi (chico con chico) y fans de yuri (chica con chica).
El término «slash» es anterior al uso de «shipping» por al menos unos 20 años. Fue acuñado originalmente para describir una pareja de Kirk y Spock de Star Trek, Kirk/Spock (o «K/S»; a veces dicho «Kirk-slash-Spock», de donde viene «slash») en fanfiction homosexual. Otras parejas slash tempranas provenían de personajes en Starsky y Hutch y Harry el Sucio. Durante un tiempo, a finales de los años 70 y principios de los 80, «K/S» se usó para describir dicho fanfiction, independientemente de si estaban relacionados con Star Trek o no, y eventualmente «slash» se convirtió en un término universal para describir todas las obras de fans con temática homosexual. Ahora se refiere a un género de fanfiction que se centra en relaciones románticas o relaciones sexuales entre personajes ficticios del mismo sexo, Incluso así, la barra en sí misma es una etiqueta abreviada para una relación romántica, independientemente de si la pareja es heterosexual u homosexual, romántica o erótica.
Las primeras historias K/S no fueron inmediatamente aceptadas por todos los fans de Star Trek. Los primeros fans de slash en Inglaterra temían que serían arrestados, porque el slash violaba las leyes inglesas de obscenidad del momento. Muchas historias slash tempranas se basaban en una pareja de dos amigos cercanos, una «diada de héroes» u OTP tal como Kirk/Spock o Starsky/Hutch; por el contrario, una pareja clásica entre opuestos era la de Blake/Avon de Los corsarios de Blake. Con la llegada de internet, los escritores de ficción slash crearon listas de correo (que gradualmente reemplazaron a las asociaciones de prensa amateur), y sitios web como FanFiction.Net (que gradualmente comenzaron a reemplazar a los fanzines). Con internet, el número de fandoms representados aumentó drásticamente, especialmente aquellos dedicados a la ciencia ficción, fantasía y dramas policiales. Internet también aumentó el nivel de interacción con los lectores, facilitando a los fans comentar historias, dar reseñas de episodios, y discutir tendencias en el fandom slash. Sitios web y fanzines dedicados a fans de Los expedientes secretos X, Stargate, Harry Potter, y Buffy, la cazavampiros se volvieron comunes, con decenas de miles de historias slash disponibles.
Debido a la falta de relaciones homosexuales canónicas en medios audiovisuales en el momento en que comenzó a surgir la ficción slash, algunos llegaron a ver las historias de ficción slash como exclusivamente fuera de sus respectivos cánones y sostuvieron que el término «ficción slash» se aplica solo cuando la relación romántica o erótica del mismo sexo sobre la que escribe un autor no es parte del canon de la fuente y que, por lo tanto, el fanfiction sobre relaciones del mismo sexo canónicas no es slash. Por otro lado, los personajes destacados en el femslash (un subgénero de la ficción slash que se centra en relaciones románticas y/o sexuales entre personajes femeninos ficticios) son heterosexuales en el universo canónico; sin embargo, el fanfiction similar sobre personajes lesbianas comúnmente se etiqueta como «femslash por conveniencia». Las historias slash originales son aquellas que contienen contenido hombre/hombre, basadas en subtextos homoeróticos percibidos entre personajes ficticios. Esto puede provenir de una variedad de contenidos mediáticos, como manga, programas de televisión, películas y libros, entre otros. Estas obras ahora generalmente se publican en línea y usan las mismas formas de clasificación, advertencias y terminología que comúnmente usan los escritores de slash.
En mayo de 2020, el showrunner de She-Ra y las princesas del poder ND Stevenson dijo que, aunque el shippeo ha sido una gran herramienta para los fans, no quiere películas o programas con solo miradas ocasionales, ni que todas las relaciones del mismo sexo sean retratadas como shippeo.

### Poliamor
Los triángulos amorosos se usan comúnmente como un recurso narrativo para causar conflicto en la historia. La forma fácil de evitar esto es emparejar a las tres personas, o a uno de los miembro con ambos posibles compañeros románticos. Esto no debe confundirse con un harem, que suele ser un solo personaje al que persiguen muchos otros. Situaciones como esa pueden ser las que «causen» una relación poliamorosa o los personajes pueden estar en tal relación. El poliamor no siempre es causado por triángulos amorosos, pero aquellos que no lo son tienden a ser menos aceptados por el fandom. En algunos fanfictions, los personajes reciben una identidad poliamorosa, incluyendo advertencias a lectores de poliamor que «los personajes centrales son monógamos».

### Interespecie
El shippo interespecie usualmente se muestra en fandoms de medios audiovisuales que consisten en animales de varias especies o seres sobrenaturales, mecánicos, extraterrestres y de fantasía. Shippear a un personaje humano con un personaje animal o furry puede ser controversial y ha sido acusado de rozar la línea de la zoofilia.

### Diferencia de edad

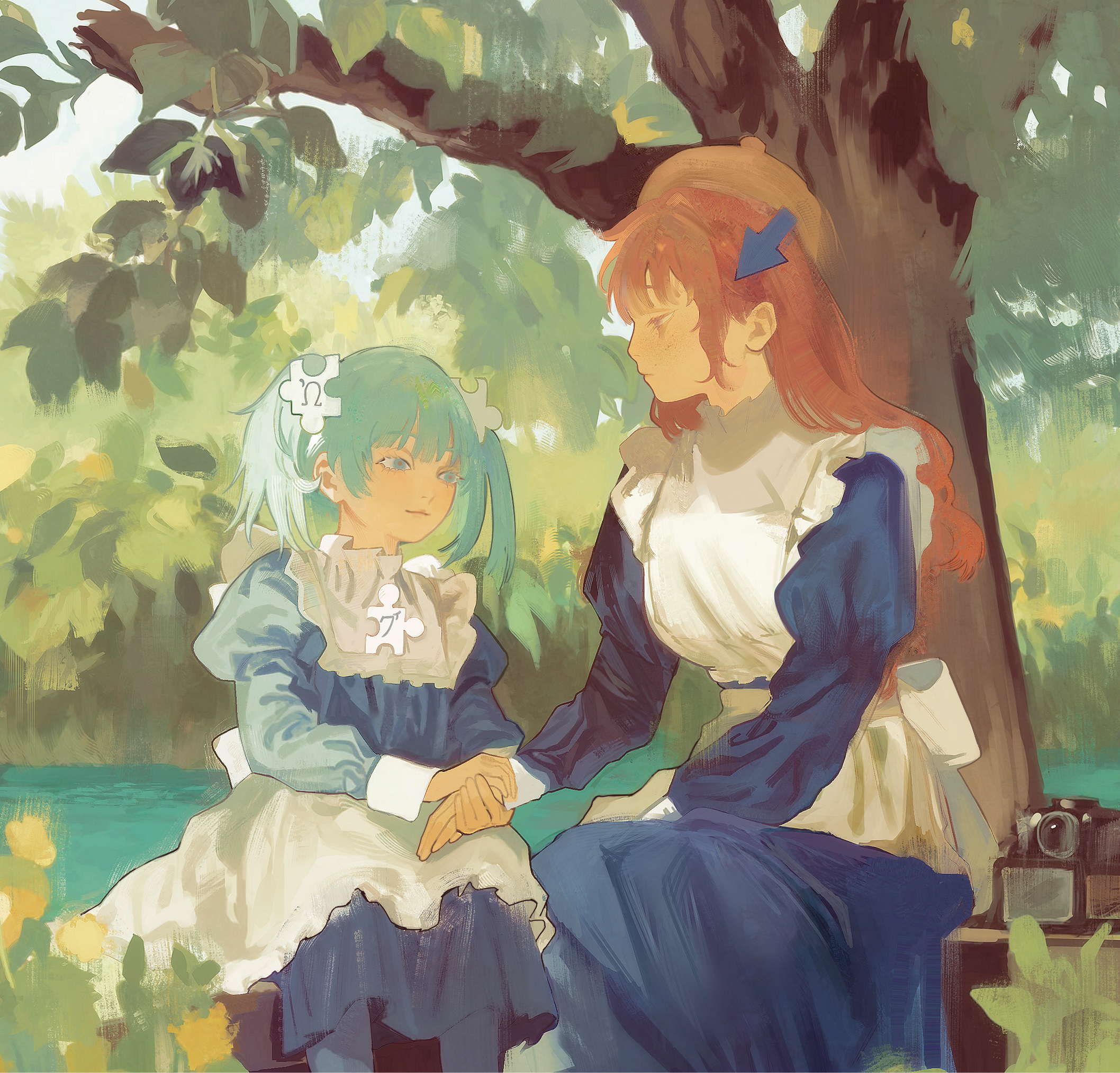
Wikipe-tan y una Commons-tan adulta, mascotas moe no oficiales de Wikipedia y Wikimedia Commons respectivamente, sentadas juntas en un subtexto romántico. Tales brechas de edad significativas en obras de fans han sido objeto de discusión.

Las controvertidas diferencias de edad abarcan un amplio espectro. Un adulto mayor con un adulto joven, cualquiera con un ser inmortal o que envejece lentamente, adolescentes con adultos jóvenes, o incluso ships que involucran niños ficticios son todos parte de esta categoría. Conectado a esto están los argumentos continuos sobre qué ships son «mejores» y «correctos», con inevitables guerras de shippeo.

### Amor-odio
Los romances entre dos personajes que canónicamente se odian también ocurren. A menudo se interpreta que los personajes comparten tensión sexual entre ellos, teniendo una relación de amor-odio. Un ejemplo sería emparejar a Daniel LaRusso con Johnny, su acosador y rival de Karate Kid y Cobra Kai. Este es uno de los tipos de shippeo más populares.

## Fandoms destacados

### Fandom deDaria
Daria estuvo marcado durante su emisión por debates de shippers, principalmente sobre si el personaje principal debería tener una relación con Trent Lane. Un argumento común era que esto indicaría un alejamiento de los aspectos más subversivos del carácter de Daria, como su crítica mordaz a las relaciones románticas.
En un episodio posterior, se presenta a Tom Sloane, quien se convierte en el novio de Jane, generando una brecha entre Jane y Daria, por ejemplo. Daria y Tom se acercaron durante la cuarta temporada, hasta llegar a su final. Con la relación de Jane y Tom en crisis, una discusión acalorada entre Daria y Tom culminó en un beso en el coche de Tom. En la película para televisión ¿Ya llegó el otoño?, Daria decidió iniciar una relación con Tom, y Daria y Jane reconciliaron su amistad. Esto causó un revuelo, y la conversación giró hacia si Tom era más apropiado que Trent. El debate fue satirizado por los guionistas del programa en un artículo en el sitio web de MTV.
En entrevistas realizadas tras la finalización de la serie, el cocreador de la serie Glenn Eichler reveló que «cualquier espectador que realmente pensara que Daria y Trent podían [tener] una relación simplemente no estaba viendo el programa que estábamos haciendo». Tom apareció porque «entrando en nuestro cuarto año... pensé que era realmente poco creíble que Daria solo hubiera tenido una o dos citas durante toda su carrera en la secundaria», y episodios «de provocación» como «Pierce Me» estaban «destinados a proporcionar algo de diversión para esa parte de la audiencia que estaba tan interesada en el ángulo romántico. El hecho de que esos momentos fueran pocos y espaciados debería haber dado alguna indicación de que la serie no trataba sobre la vida amorosa de Daria».

### Fandom deHarry Potter
La serie de libros Harry Potter generó los debates de ship más polémicos entre los partidarios de varias parejas potenciales:
- Hermione Granger y Ron Weasley – 'Romione';[103] esta pareja es canónica.
- Harry Potter y Hermione Granger – 'Harmione' o 'Harmony';[4] esta pareja no es canónica.
- Harry Potter y Ginny Weasley – 'Hinny';[104] esta pareja es canónica.
- Harry Potter y Draco Malfoy – 'Drarry';[105][106] esta pareja no es canónica.
- Hermione Granger y Draco Malfoy – 'Dramione';[107][108] esta pareja no es canónica.
- Lily Evans y James Potter – 'Jily';[109] esta pareja es canónica.
- Lily Evans y Severus Snape – 'Snily';[109] esta pareja no es canónica.
- Remus Lupin y Nymphadora Tonks – 'Remadora';[110] esta pareja es canónica.
- Remus Lupin y Sirius Black – 'Wolfstar';[111][112] esta pareja no es canónica.

La autora J.K. Rowling pareció refutar la posibilidad del Harmione antes de que comenzaran los debates tras el lanzamiento de El cáliz de fuego en julio de 2000, al afirmar en octubre de 1999 que Harry y Hermione «son amigos muy platónicos», poco después del lanzamiento de El prisionero de Azkaban en julio de 1999. Una entrevista con Rowling poco después del lanzamiento de El misterio del príncipe en 2005 causó una controversia significativa dentro del fandom. Un entrevistador afirmó que los fans de Harry/Hermione «deliraban», a lo que Rowling respondió que seguían siendo «miembros valiosos de su lectorado», pero que había «pistas del tamaño de un yunque» para futuras relaciones Ron/Hermione y Harry/Ginny incorporadas en el libro mismo, y que los shippers de Harry/Hermione necesitaban releer los libros. Esto causó un revuelo entre los shippers de Harry/Hermione, algunos de los cuales afirmaron que devolverían sus copias de Harry Potter y el misterio del príncipe y boicotearían futuros libros de Harry Potter. Clare McBride de SYFY describió las guerras de shippeo entre aquellos que preferían Harmione y Romione, llamándolas las «Guerras de Harmony», diciendo que comenzaron en 1999 y 2000, y que «la tensión entre estas dos facciones era alta», con comunidades específicas y sitios de fans para cada ship. McBride señaló que Harmione también llegó a ser conocido como «HMS Harmony» por los fans, pero que la entrevista de 2005 en la que Emerson Spartz de MuggleNet afirmó que los «shippers de Harry/Hermione deliran» llevó a los fans de Harmione a «insultar abiertamente a Rowling» y afirmó que este momento dio origen a un shippeo que «solo valora un ship por si gana o no, no por si es disfrutable o no».
La actitud de Rowling hacia el fenómeno del shippeo ha variado entre divertida y desconcertada hasta frustrada. En esa misma entrevista, afirmó que estaba «relativamente recién llegada al mundo del shippeo» y que era «extraordinario» conocer a los shippers, llamándolo un «enorme inframundo» que bullía debajo de ella. Sin embargo, Rowling declaró en una entrevista realizada por Emma Watson en febrero de 2014 para la revista Wonderland que, siendo realistas, pensaba que Hermione y Ron tenían «demasiadas incompatibilidades fundamentales» y que los había escrito juntos «como una forma de cumplir un deseo» para reconciliar una relación en la que ella misma había estado alguna vez. Admitió pensar que podría haber emparejado a Hermione con Harry: «en algunos aspectos, Hermione y Harry encajan mejor», y que «Hermione siempre está ahí para Harry». Sin embargo, en la misma entrevista aclaró más tarde: «Quizás ella y Ron estarán bien con un poco de consejería, sabes. ¿Me pregunto qué pasa en la consejería matrimonial de magos? Probablemente estarán bien. Él necesita trabajar en sus problemas de autoestima y ella necesita trabajar en ser un poco menos crítica». Watson aclaró más tarde que los comentarios de Rowling sobre emparejar a Hermione con Harry fueron sacados de contexto y que en realidad estaba bromeando.

### Fandom deXena: la princesa guerrera
La serie de acción/fantasía de 1995–2001 Xena: la princesa guerrera produjo «guerras de shippeo», con repercusiones de debates del mundo real sobre la homosexualidad y los derechos de los homosexuales. La serie generó varios sitios web, foros de discusión en línea, obras de fanfiction de Xena y varias producciones no oficiales hechas por fans, con miembros del fandom escribiendo numerosas historias de fanfiction de la serie, numeradas en miles, y popularizó el término altfic para referirse a fanfiction sobre relaciones amorosas entre mujeres.
Poco después del debut de la serie, los fans comenzaron a discutir la posibilidad de una relación entre Xena y su compañera y mejor amiga Gabrielle. Según la periodista Cathy Young, la disputa entre los fans sobre una relación entre Xena y Gabrielle tenía un ángulo sociopolítico, en el que algunos en el lado anti-relación estaban «indudablemente impulsados por un auténtico prejuicio», mientras que algunos en el lado pro-relación eran lesbianas que «abordaban el argumento como una lucha real por los derechos de los homosexuales» en la que «negar una relación sexual entre Xena y Gabrielle equivalía a negar la realidad de sus propias vidas». Ella argumentó que el hecho de que el personal prestara atención a las opiniones de los fans pudo haber causado problemas, con un «incentivo para que los grupos rivales se gritaran más fuerte para hacerse escuchar», lo que llevó a guerras de shippeo.
En 2000, durante la emisión de la quinta temporada, la intensidad de las guerras de shippeo fue documentada (desde el punto de vista de un «no-subtexter») en un artículo titulado «La discriminación en el Xenaverso» en la revista en línea de fans de Xena Whoosh!, con numerosas cartas en respuesta. Las guerras no disminuyeron tras el final de la serie en 2001. Sin material nuevo de la serie misma, los debates fueron alimentados por varias declaraciones del elenco y el equipo. En enero de 2003, la estrella de Xena Lucy Lawless dijo a la revista Lesbian News que tras ver el final, había llegado a creer que la relación de Xena y Gabrielle era «definitivamente gay». En marzo de 2005, la guionista ocasional de Xena Katherine Fugate, una abierta defensora de la pareja Xena/Gabrielle, publicó una declaración en su sitio web pidiendo tolerancia en el fandom, diciendo a la gente que «permitan a todos la gracia de tomar lo que necesiten del programa y hacerlo suyo», ya sea que vean a Xena con Gabrielle, o Xena con Ares.

### Fandom deAvatar: la leyenda de Aang
Cuando Avatar: la leyenda de Aang se emitió en Nickelodeon, de 2001 a 2005, los fans apoyaron varios ships diferentes, como Tokka (Toph Beifong/Sokka), Ty Laang (Ty Lee/Aang), Jinko (Zuko/Jin), Tyzula (Azula/Ty Lee), Sukka (Sokka/Suki), Maiko (Mai/Zuko), Rozin (Roku/Sozin), Zukka (Zuko/Sokka), Yukka (Sokka/Yue), Mai Lee (Mai/Ty Lee), Taang (Toph/Aang), Zukki (Zuko/Sokka/Suki), y Azutara (Azula/Katara), pero la principal controversia fue entre los fans de Kataang (Katara/Aang) y Zutara (Zuko/Katara).
Algunos críticos dijeron que los fans de Kataang están «cegados por su aprecio» por el ship, afirmaron que ambos ships «tienen validez... y evidencia textual», o describieron a Kataang como «siempre destinado a ser». Rincke de Bont escribió que aunque Kataang se convirtió en el ship canónico, «decepcionando profundamente» a los fans de Zutara, estos últimos crearon fan art y fanfiction para el ship, argumentando por qué preferían este ship, y señaló que los creadores de la serie, Bryan Konietzko y Michael DiMartino, incluso captaron este fenómeno «dentro del fandom». de Bont añadió que en FanFiction.Net, las historias de Zutara se volvieron más populares porque «cumplen los deseos» que son imposibles con la serie original. El ship Zutara también ha sido descrito como «uno de los más populares» dentro del fandom de la serie, y con el potencial de ser la «ejecución perfecta del tropo de enemigos a amantes» por los fans.
Teen Vogue señaló que la serie tuvo una de «las mayores» guerras de shippeo entre Zutara y Kataang, durante la emisión original de la serie, y afirmó que el debate de shippeo «continúa hasta hoy» entre algunos usuarios en línea. TheGamer describió las guerras de shippeo entre estos fans como «locas» y «un gran asunto», señalando que los escritores jugaron con la idea de hacer de Zuko y Katara una pareja originalmente, y añadió que los shippers de esta última pueden tomar «algo de consuelo en que su ship casi ocurrió».
Más tarde, Konietzko señaló su conciencia de las discusiones relacionadas al shippeo, diciendo que «recuerda Kataang vs. Zutara» y señaló que el equipo de la serie estaba dudando sobre cuán directos podían ser con Kataang. Otros criticaron al creador de la serie por ir «un poco lejos» en su crítica a los shippers de Zutara, afirmando que esto llevó a más discusiones. Zach Tyler Eisen, quien dio voz a Aang en la serie, afirmó más tarde que favorecía el ship «Kataang», y bromeó, después de que Dante Basco (quien dio voz a Zuko) mencionara a Zutara, «esta es una zona libre de Zutara. Todo está en tu cabeza, amigo». También se señaló que Basco y Mae Whitman (voz de Katara) crearon contenido durante una semana celebrando el ship Zutara. Otras reseñas dijeron que la adaptación live action tiene la posibilidad de canonizar el ship Zutara y señalaron el debate de shippeo entre los fans de ambos ships, incluidos los usuarios de redes sociales que respondieron a una publicación de Netflix diciendo que Zuko y Katara forman «una buena pareja». Sin embargo, Albert Kim, showrunner de la adaptación de acción en vivo, dijo que era «lo suficientemente inteligente» como para no involucrarse en el debate de shippeo porque es consciente de «cuán apasionados son ambos grupos de fans».

### Fandom deLa leyenda de Korra
A lo largo de la emisión de La leyenda de Korra hubo debates de shippeo entre aquellos que apoyaban varias parejas, dentro de la «apasionada base de fans» del programa, incluidos entre aquellos que apoyaban Makorra (Mako y Korra), y Masami (Mako y Asami Sato) y más tarde entre los fans de Makorra y Korrasami (Korra y Asami Sato) después del final de la primera temporada. El creador de la serie Bryan Konietzko afirmó que había una tumultuosa «relación de amor-odio adolescente» entre Mako y Korra que lleva a un «beso intempestivo», decepcionando a Bolin. Los académicos de estudios ingleses Rukmini Pande y Swati Moitra describieron a Korrasami como una de las «únicas parejas no blancas populares que ocupan una posición primaria en un fandom de habla inglesa», basado principalmente en Tumblr, y señalaron problemas como fanart que aclaraba la piel de Korra o blanqueaba la «especificidad cultural» de Asami. Otros ships populares entre los fans incluyeron Borra (Bolin y Korra), Wuko (Mako y Prince Wu), Kainora (Kai y Jinora), Kyalin (Kya y Lin), y Korpal (Korra y Opal). El ship de Kai y Jinora también fue descrito como «sano» junto con otros nueve ships canónicos entre personajes de la serie. Konietzko dijo más tarde que el equipo de la serie «no se dejaba influenciar fácilmente» por publicaciones en Tumblr o Twitter aunque «cambiaron y ajustaron cosas» mientras se desarrollaba el programa.
Tras el final de la serie, algunos acusaron a los creadores de la serie Konietzko y DiMartino de «servicio a los fans» por hacer de Korrasami un ship canónico, pero otros señalaron que el ship Korrasami fue sembrado a lo largo de la emisión de la serie, y dijeron que fue recibido con entusiasmo por los fans queer, y argumentaron que muchos de los fans del programa estaban presionando por la pareja. Los editores de IGN dijeron que esta conclusión se sintió «merecida» y «espléndidamente representada». DiMartino diría que la escena final en el episodio dejaba claro que «Korra y Asami tienen sentimientos románticos la una por la otra». Konietzko dijo que podía «jactarse [de ser] el primer shipper de Korrasami», señaló que Makorra solo fue el «meta final» cuando cerró el Libro 1, y añadió que una vez que la serie entró en el Libro 2 «sabíamos que íbamos a hacer que [Korra y Mako] rompieran». En una entrevista en abril de 2015, DiMartino y Konietzko refutaron las acusaciones de que Korrasami no se construyó a lo largo de la emisión de la serie. Konietzko más tarde dibujó una obra de arte de Korra y Asami abrazándose como una impresión exclusiva para The Legend of Korra / Avatar: The Last Airbender Tribute Exhibition en Gallery Nucleus, en marzo de 2015, con los ingresos donados a una línea de prevención de suicidio LGBTQ, y una versión arcoíris de la obra de arte publicada en junio de 2015.
La relación entre Korra y Asami también se desarrollaría en la serie de novelas gráficas canónicas The Legend of Korra: Turf Wars, con DiMartino contando a Entertainment Weekly sobre el impacto del ship y que había escuchado historias personales sobre cómo la relación entre Korra y Asami «inspiró a jóvenes adultos a salir del armario» ante sus amigos o familiares y Koh diciendo que querían que Korra y Asami fueran heroínas resilientes en la serie. El ship más tarde se compararía con otros ships entre personajes femeninos en Arcane y Tomb Raider: The Legend of Lara Croft.

## Lecturas complementarias
- Verba, Joan Marie. BOLDLY WRITING, A trekker fan and zine history, 1967-1987 (PDF) (en inglés). Minnetonka, Minnesota: FTL Publicatons. p. 18-19. ISBN 0-9653575-5-4. Archivado desde el original el 10 de septiembre de 2016. Consultado el 3 de abril de 2017.